# 維澤 (克爾克拉雷利省)

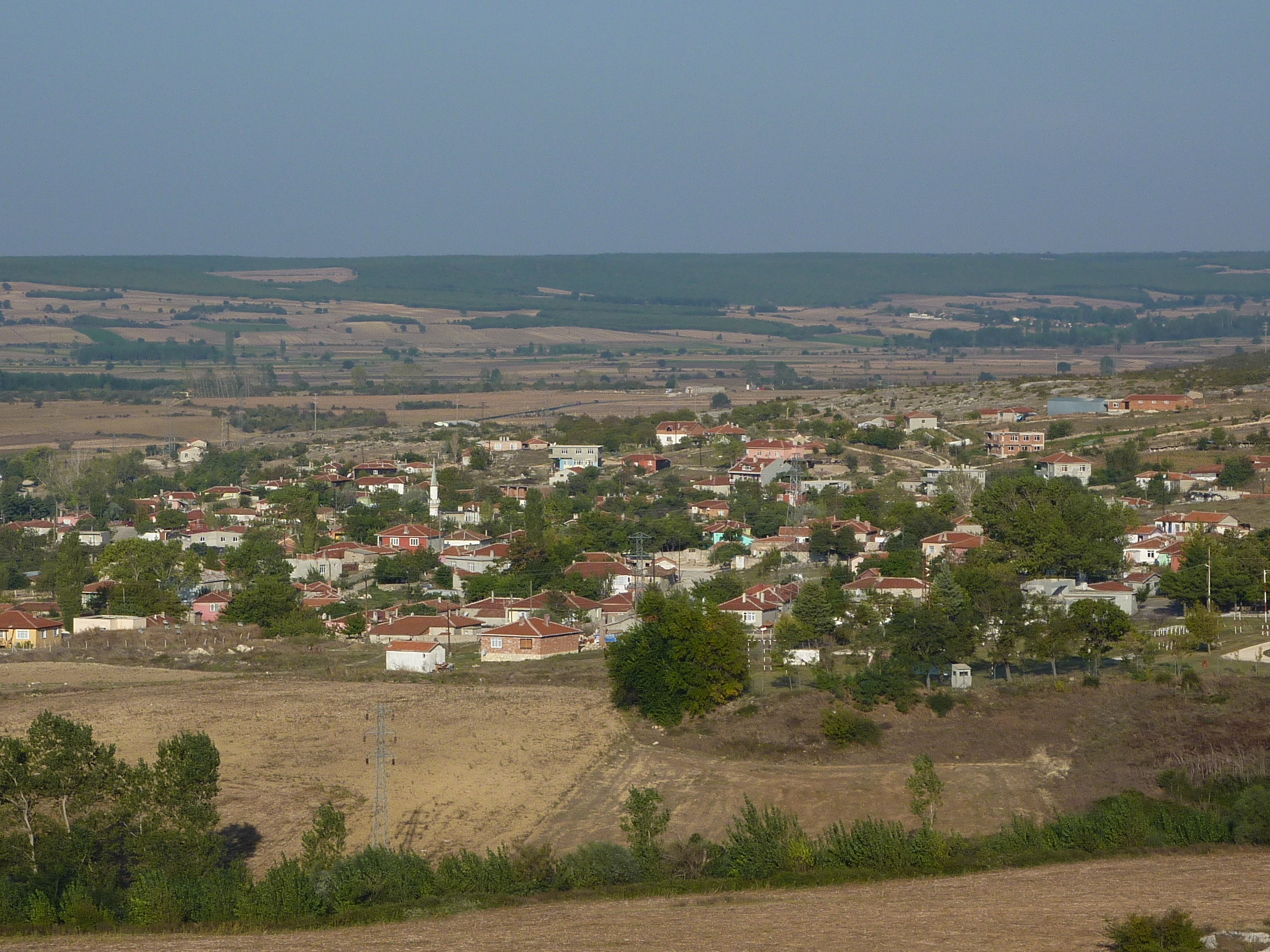

維澤（土耳其語：Vize）是土耳其的城鎮，由克爾克拉雷利省負責管轄，位於該國西北部，距離首府克爾克拉雷利56公里，面積1,091平方公里，海拔高度168米，2010年人口12,196。

## 外部連結
- District municipality's official website （页面存档备份，存于）
- Vize's official website （页面存档备份，存于）
- Information on ancient Thrace （页面存档备份，存于）